# Centavia
Centavia war 2006 eine serbische Billigfluggesellschaft mit Sitz auf dem Belgrader Nikola-Tesla-Flughafen.

## Geschichte
Centavia wurde 2005 gegründet und übernahm ihr erstes Flugzeug, eine BAe 146-200, von der italienischen Fluggesellschaft Meridiana am 15. Juni 2006, mit der sie am 8. August desselben Jahres ihren ersten Charterflug von Belgrad nach Korfu durchführte.
Am 15. August erhielt sie ihr zweites Flugzeug, ebenfalls eine BAe 146-200, diesmal jedoch aus den Beständen der Club Air.
Centavia war im Begriff, die erste Fluggesellschaft zu werden, die nach dem Zerfall Jugoslawiens die Strecke von Belgrad nach Zagreb  bediente. Die kroatischen Behörden verweigerten jedoch die Landerechte. Ähnliche Umstände gab es auch in Montenegro, wo die dortigen Behörden ebenfalls die Landegenehmigung verweigerten. Centavia konnte lediglich die Strecke von Ljubljana nach Belgrad im Codesharing mit Adria Airways bedienen. Centavia hatte zudem die Landerechte für Ziele in der Schweiz, Deutschland, Italien und Slowenien, mit deren Bedienung sie im Winter 2006/2007 anfangen wollte.
Das Unternehmen gab jedoch am 9. November 2006 seine beiden BAe 146-200 wegen finanzieller Schwierigkeiten an den Leasinggeber zurück und musste den Flugbetrieb einstellen.

## Flotte
(Stand: November 2006)
- 2 BAe 146-200